# Discestra obscura
Discestra obscura är en fjärilsart som beskrevs av Hoffmann 1915. Discestra obscura ingår i släktet Discestra och familjen nattflyn. Inga underarter finns listade i Catalogue of Life.